# الكرو
الكرو هي مدينة أثرية تاريخية في شمال السودان، تعتبر أحد أهم المقابر الملكية للأسر الملكية الكوشية وبها حوالي 55 هرمًا. وتعود الكرو للحقبة المبكرة من الحضارة الكوشية، منذ عهد ملوك الأسرة الخامسة والعشرون بدءً من الملك الارا 795 - 752 قبل الميلاد وإلى عهد الملك ناستاسن 335 - 315 قبل الميلاد. وتم اكتشافها بواسطة عالم الآثار الأمريكي جورج اندرو ريزنر .

## طبيعة الموقع والمحتويات
تنقسم المنطقة تضاريسياً إلى ثلاث أقسام بواديين، ويبدو ان المنطقة المركزية في الوسط هي الأقدم إذ تحتوي على شواهد قبور وركام يعود الي ماقبل الحضارة الكوشية . وقد تصور «ريزنر» أن اقدم هذه القبور يعود الي حقبة الفرعون شيشنق 850 قبل الميلاد، لكن العلماء المعاصرون مثل تيموثي كاندال وحكيم ولازلو توروك يعتقدون أن هذه القبور تمتد الي ابعد من ذلك بكثير، وتحديداً إلى فترة الرعامسة أي الي عام 1070 قبل الميلاد؛ وقد تراجع كاندال عن هذا الرائ مؤخراً والتزم بنظرية ريزنر. وتقع الكرو في الضفة الغربية لنهر النيل وتحاذيها من الناحية الجنوبية قرى الدهسيرة والزومة ومقاشي وحزيمة والبخيت والمقل والأراك والكرفاب.
في الجزء الأعلى من المدينة توجد 4 قبور (1--2-4-5) وإلى الشمال عبر الوادي الشمالي توجد 6 قبور، وإلى الشرق يوجد صف من ثمانية أهرامات صغيرة، في أقصي جنوب هذا الصف يوجد هرم الملك كاشتا ويحتمل أن يحتوي نفس الهرم على جثمان زوجته الملكة باباتشما . وأمام هذا الصف يوجد صف آخر من الأهرامات يحتوي على قبور الملوك طهارقة وشباكا وتنوت أماني علي التوالي، والي الشمال من هرم الملكة بابا تشما توجد أهرامات الملكات نبرا (الهرم رقم 3) وخينسا (الهرم رقم 4) وكلهاتا (الهرم رقم 5) وارتي (الهرم رقم 6).

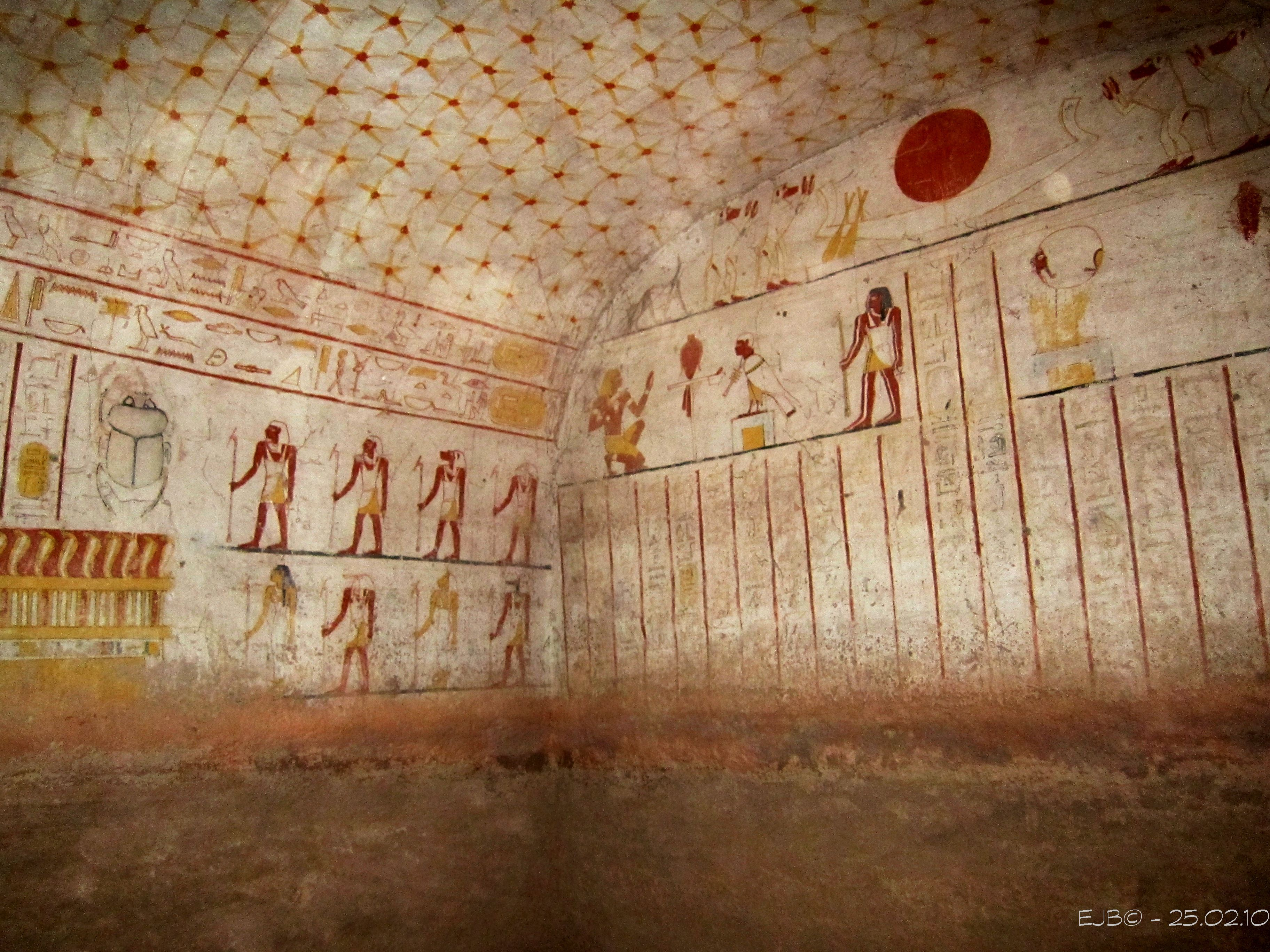
غرفة الدفن في هرم الملك تنوت أماني، يلاحظ فيها الالتزام بعبادة آمون والمراسيم الدينية القديمة على جدران المقبرة.

## قائمة قبور الكرو
- القبر رقم 1 هو أقدم القبور.
- القبر رقم 2 كان يحتوي على جمجمة لإمرأة.[3]
- القبر رقم 4
- القبر رقم 5
- القبر رقم 6 يقع إلى الشمال من القبر رقم 1 عبر الوادي الشمالي.
- القبر رقم 19 يقع إلى الشرق من مجموعة القبور، وقد طمس جزئياً بالهرم رقم 19.

## قائمة أهرامات الكرو
- الكرو رقم 1 : أحد أكبر الأهرامات وما زال ملكه مجهول، يقع إلى الشمال وإلى الجوار من هرم الملك بعنخي رقم 17[3]، ومؤرخ بالفترة 362 الي 342 قبل الميلاد، أي بعد الملك هارسيوتف وقبل الملك اكراتين .
- الكرو رقم 2 :
- الكرو رقم 3 : هرم الملكة نبرة بنت بعنخي، وشقيقة-زوجة طهارقة.
- الكرو رقم 4 : هرم الملكة خينسا ابنة كاشتا، وشقيقة-زوجة الملك بعانخي.
- الكرو رقم 5 : هرم الملكة كلهاتا زوجة الملك شبتكو، وأم الملك تنوت أماني.
- الكرو رقم 6 : هرم الملكة ارتي ابنة بعنخي، وزوجة-شقيقة الملك شبتكو.
- الكرو رقم 7 : هرم يحتمل أن يكون للملكة باباتشما زوجة الملك كاشتا وهو مجاور لهرم كاشتا رقم 8.
- الكرو رقم 8 : هرم الملك كاشتا والد الملك بعنخي .
- الكرو رقم 9 : هرم يحتمل أن يكون للملك الارا .
- الكرو رقم 10 :
- الكرو رقم 11 : هرم يحتوي على جمجمة لإمرأة.[3]
- الكرو رقم 13 :
- الكرو رقم 14 :
- الكرو رقم 15 : هرم الملك شباكا ابن الملك كاشتا وشقيق الملك بعانخي.
- الكرو رقم 16 : هرم الملك تنوت أماني ابن الملك شبتكو والملكة كلهاتا، وفيه غرفتين تحت الأرض بحالة جيدة بهما رسوم على الحائط والسقف.
- الكرو رقم 17 : هرم الملك بعانخي أبن الملك كاشتا.
- الكرو رقم 18 : هرم الملك شبتكو ابن الملك بعانخي، يقع إلى الغرب من هرم الملك كاشتا وإلى الجنوب من تلال القبور، ويحتوي الهرم علي هيكل عظمي يحتمل أن يكون للملك شبتكو نفسه.[3]
- الكرو رقم 21 :
- الكرو رقم 23 : هرم الي جوار الهرم رقم 8 هرم الملك كاشتا.[3]
- الكرو رقم 52 : هرم الملكة نفروككاشتا زوجة الملك بعانخي.
- الكرو رقم 53 : هرم الملكة تابري ابنة الملك الارا وزوجة الملك بعانخي.
- الكرو رقم 54 : هرم يحتمل أن يكون للملكة بكساتر ابنة الملك كاشتا وزوجة الملك بعانخي.

## مقابرالخيول
يوجد إلى الشمال الغربي من الهرمين بالأرقام 51 و55 عدد 4 صفوف من القبور بطول 120 متراً، تحتوي علي جثث للخيول، وقد دفنت بصفوف منتظمة وهي: أربعة خيول ثم ثمانية ثم ثمانية ثم أربعة على التوالي، ويعتقد ان القبور الأربعة الأولى تعود لعهد الملك طهارقة في حين يعود الصف الثاني لعهد الملك شباكا والصف الثالث لعهد الملك شبتكو والصف الرابع للملك تنوت أماني
وقد تعرضت هذه القبور للنهب، لكن ما تبقى منها كان كافياً لتوضيح أن الخيول كانت تدفن في وضع مستقيم ومع كافة الزخارف والزينة.

## المقابر الملكيةالكوشية
للمقابر الملكية النوبية الأخري أنظر:-
- مدينة كرمة التاريخية.
- مدينة مروي التاريخية.
- مدينة نوري التاريخية.

## معرض صور

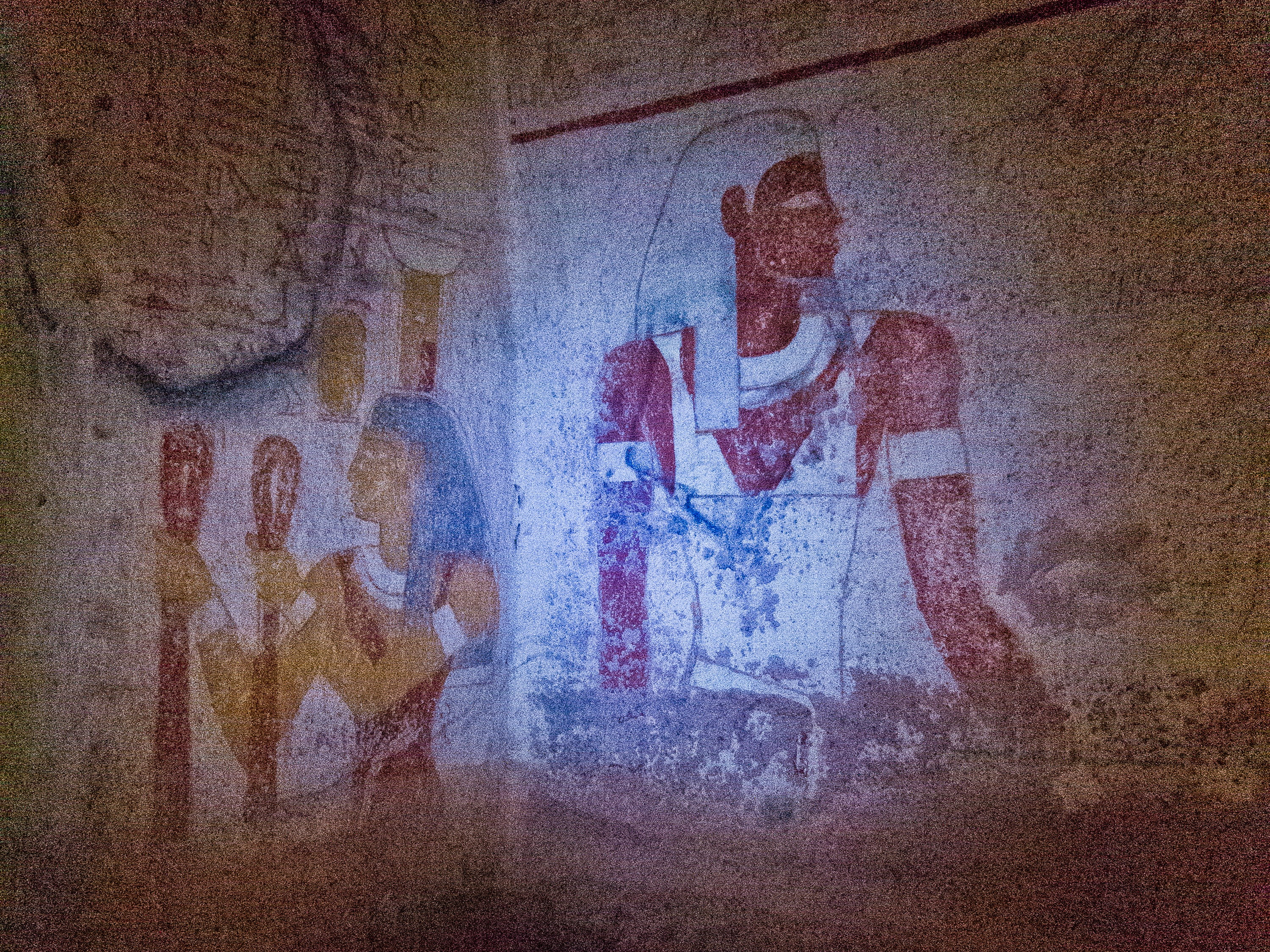
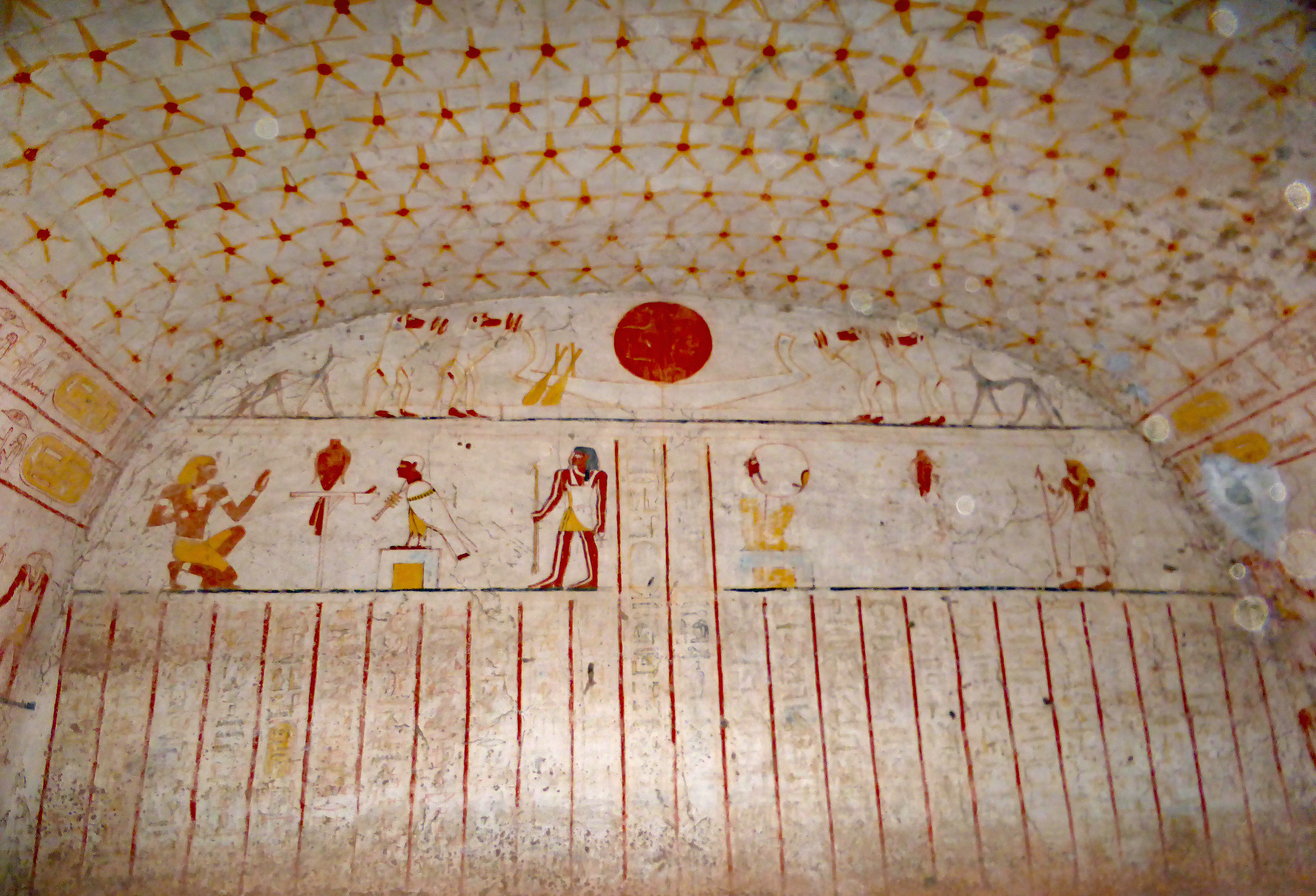
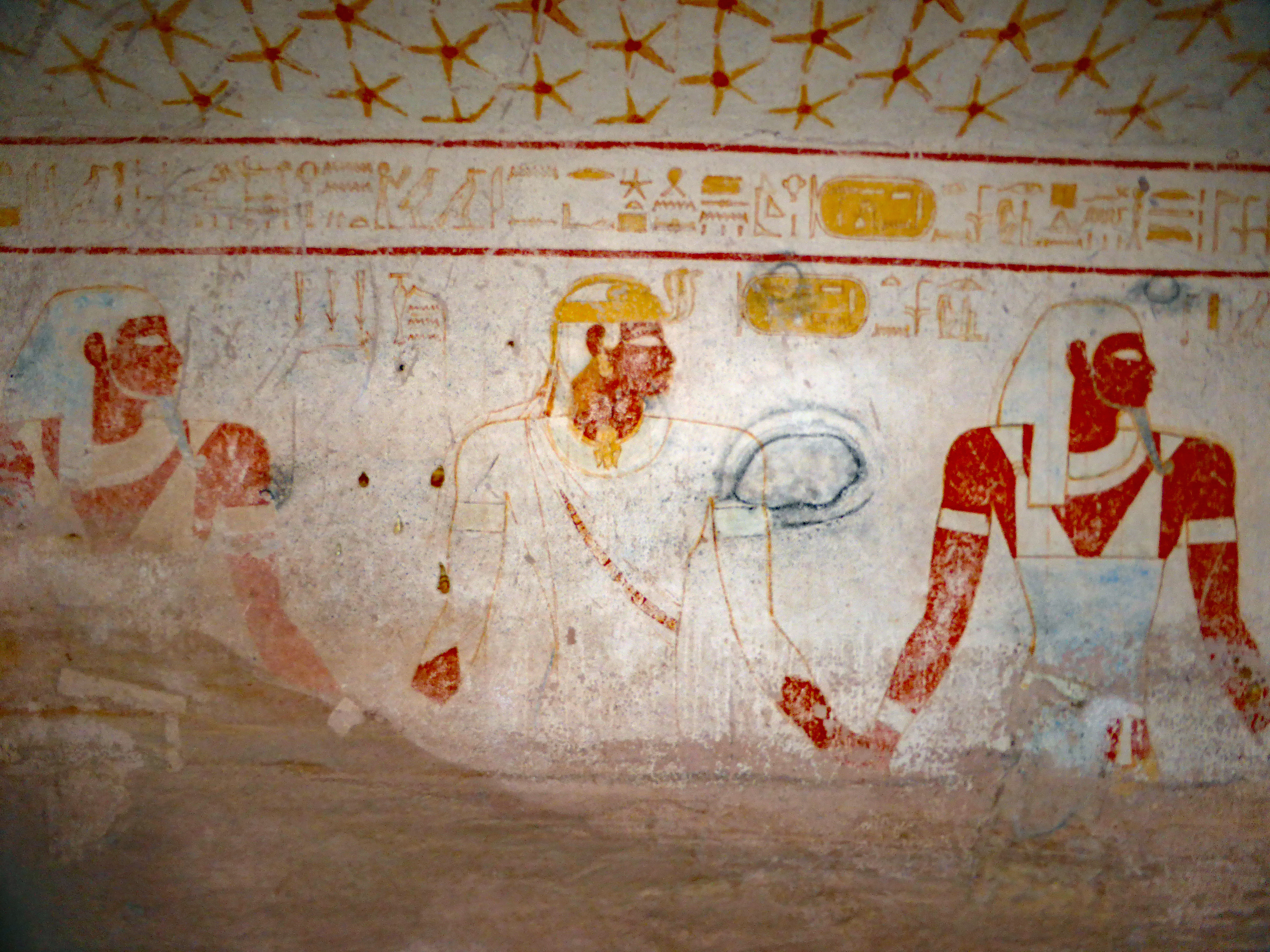
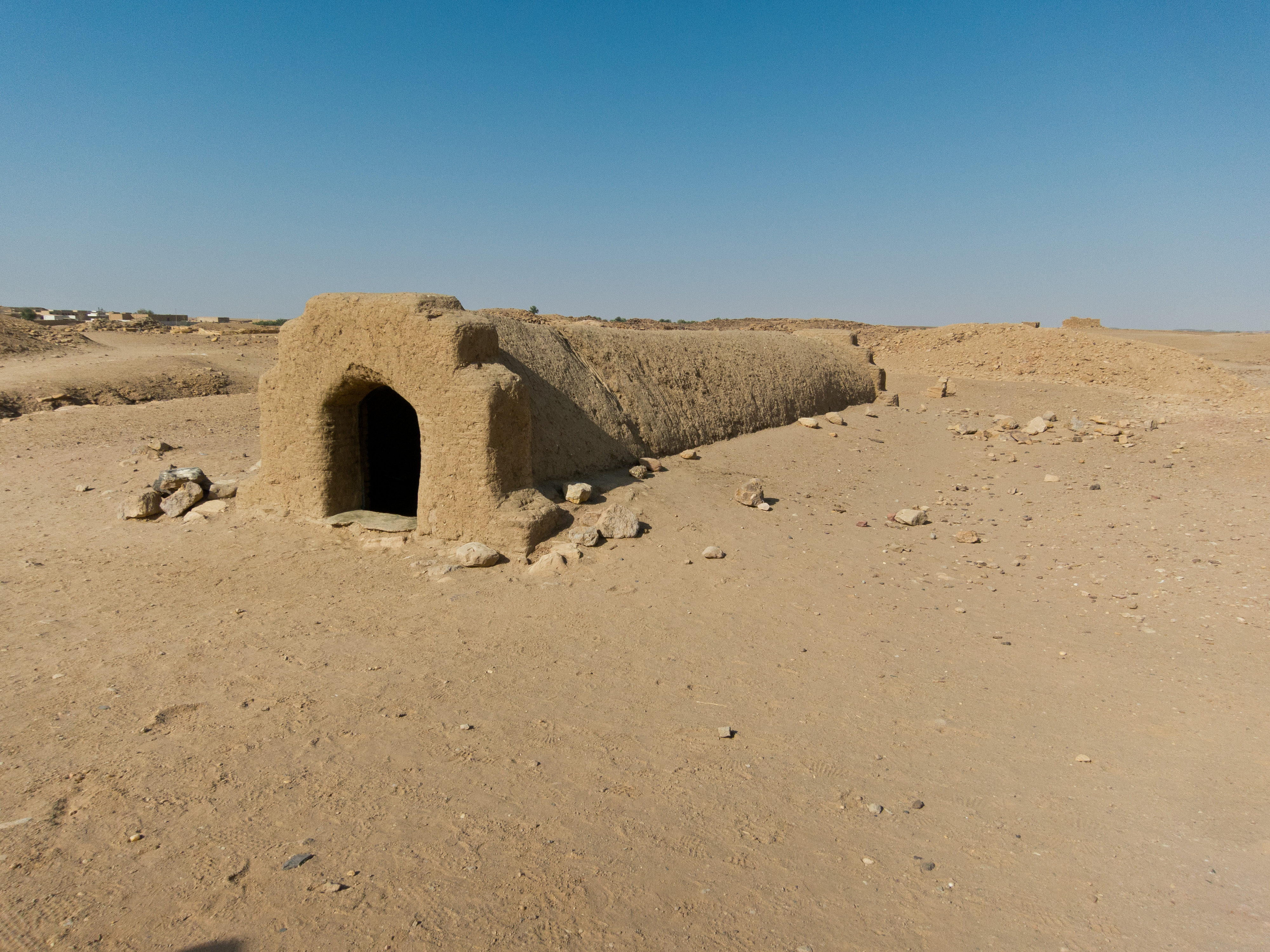
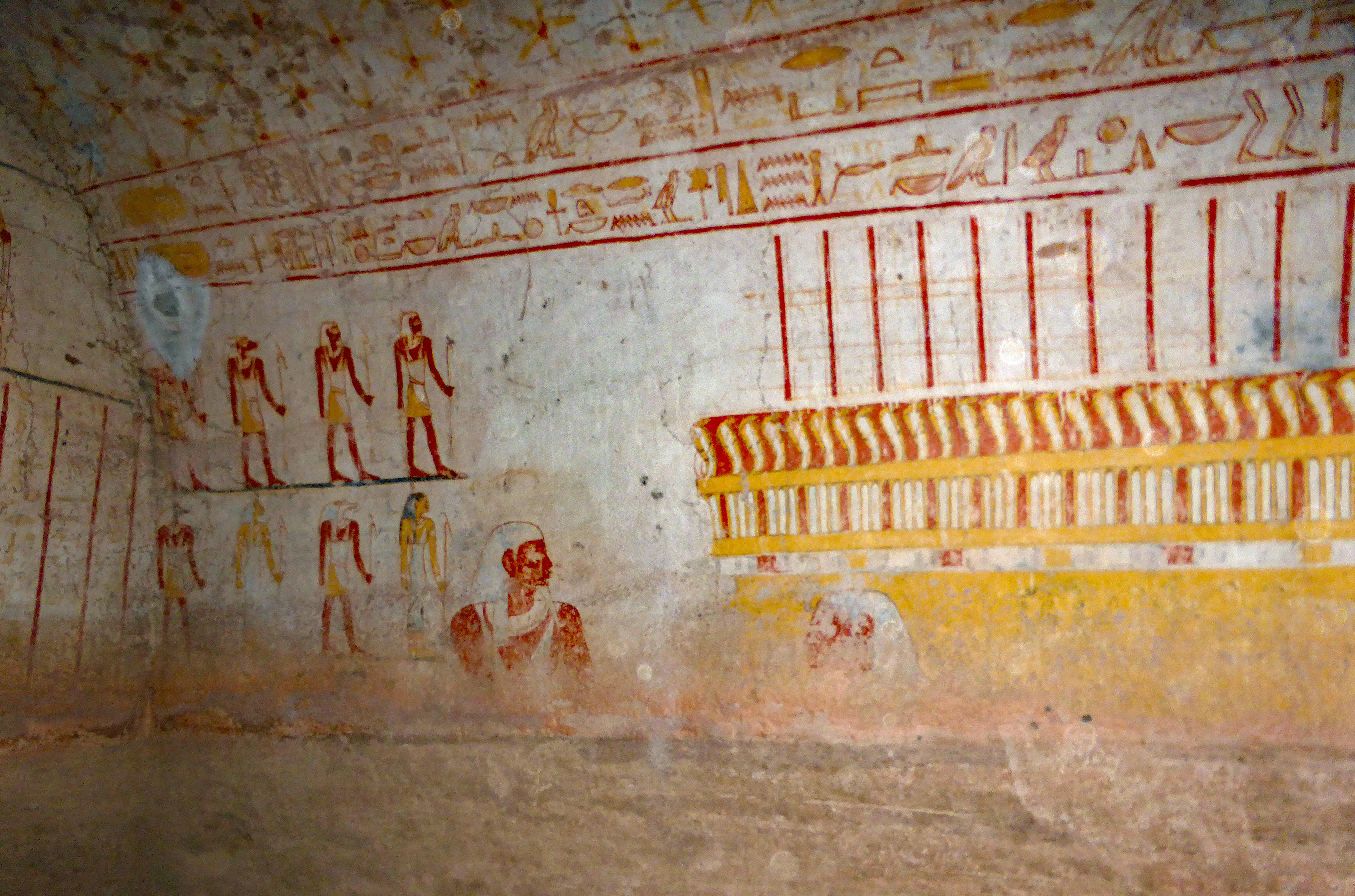